# Polyplacapros tyleri
Polyplacapros tyleri és una espècie de peix de la família dels aracànids i de l'ordre dels tetraodontiformes.

## Hàbitat
És un peix marí i de clima temperat que viu entre m de fondària.

## Distribució geogràfica
Es troba a Nova Zelanda i l'est d'Austràlia.